# Drakenburg
Drakenburg er en kommune med godt 1.700 indbyggere (2012), beliggende i den nordlige centrale del af Landkreis Nienburg/Weser, i den tyske delstat Niedersachsen.

## Geografi
Drakenburg ligger lige nord for byen Nienburg i Samtgemeinde Heemsen ved floden Weser. Lige sydvest for byen ligger det fredede område (Naturschutzgebiet) Drakenburger Marsch.